# قورباغه زهرآگین راکستونی
قورباغه زهرآگین راکستونی (نام علمی: Dendrobates nubeculosus) یک گونه ناشناخته از قورباغه‌های زهرآگین بومی گویان است. همان‌طور که تنها از یک نمونه مشخص است، اطلاعات بسیار کمی در حال حاضر در مورد D. nubeculosus در دسترس است. پیشنهاد شده است که یکی از ضعیف‌ترین گونه‌ها در جهان باشد.
D. nubeculosus تنها از یک نمونه جمع‌آوری‌شده توسط پرنده‌شناسان در دهه ۱۹۸۰ شناخته شده است. هیچ داده دقیق زیستگاهی وجود ندارد، مگر پوشش گیاهی در منطقه نماد مکان، در نزدیکی راکستون، شهری در رودخانه اسکوئیبو جنگل جلگه‌ای است.